# Pilocrocis stephanorma
Pilocrocis stephanorma is een vlinder uit de familie van de grasmotten (Crambidae), uit de onderfamilie van de Spilomelinae. De wetenschappelijke naam van deze soort is voor het eerst gepubliceerd in 1935 door Edward Meyrick.
De soort komt voor in Fiji.